# Joseph Engelberger
Joseph Frederick Engelberger (* 26. Juli 1925 in New York City; † 1. Dezember 2015 in Newtown, Connecticut) war ein US-amerikanischer Ingenieur, der Vater der Robotik genannt wurde. Er zusammen mit George Devol bauten den weltweit ersten Industrieroboter.

## Leben
Joseph Engelberger war Sohn von Joseph H. Engelberger (Senior) und dessen Frau Irene, geborene Kolb, die von Deutschland in die USA ausgewandert waren.
Von 1942 bis 1946 diente er bei der United States Navy und war am Kernwaffentest Operation Crossroads im Bikini-Atoll beteiligt. Er studierte an der Columbia University und erwarb 1946 seinen Bachelor in Physik und 1949 seinen Master in Elektrotechnik. Von 1946 bis 1956 arbeitete er bei Manning Maxwell & Moore an Kontrollsystemen für Kernkraftwerke und Düsentriebwerke und stieg dort zum Chefingenieur in der Flugzeugentwicklung auf. 1957 gründete er die Consolidated Controls Corporation.
Mit George Devol gründete er 1961 in Danbury (Connecticut) die Firma Unimation Inc., wo sie den ersten Industrieroboter Unimate entwickelten.
Nachdem sie 1982 Unimation an Westinghouse verkauft hatten, gründete er 1984 in Danbury die Transitions Research Corporation, woraus HelpMate Robotics Inc. wurde, und deren Chairman er bis 1999 war. Er lebte zuletzt in Newtown, Connecticut.